# Ning Xiaohan
Ning Xiaohan (chinesisch 寧瀟函 Níng Xiāohán; * 24. Januar 2000) ist ein chinesischer Hürdenläufer, der sich auf die 110-Meter-Distanz spezialisiert hat.

## Sportliche Laufbahn
Erste internationale Erfahrungen sammelte Ning Xiaohan im Jahr 2017, als er bei den Jugendasienmeisterschaften in Bangkok in 13,66 s die Silbermedaille über die niedrigeren Jugendhürden gewann. Anschließend kam er bei den U18-Weltmeisterschaften in Nairobi in der ersten Runde nicht ins Ziel. Im Jahr darauf schied er bei den U20-Weltmeisterschaften in Tampere mit 14,12 s im Vorlauf aus und 2023 belegte er bei den Asienmeisterschaften in Bangkok in 13,81 s den achten Platz. Anschließend gewann er bei den World University Games in Chengdu in 13,44 s die Silbermedaille hinter dem Japaner Ken Toyoda. Im Jahr darauf belegte er bei den Hallenasienmeisterschaften in Teheran in 7,70 s den vierten Platz über 60 m Hürden.
2021 wurde Ning chinesischer Meister im 110-Meter-Hürdenlauf.

## Persönliche Bestzeiten
- 110 m Hürden: 13,44 s (−0,2 m/s), 5. August 2023 in Chengdu
  - 60 m Hürden (Halle): 7,69 s, 25. Februar 2023 in Chengdu